# Barry Forde
Barry Ricardo Forde (nascido em 17 de setembro de 1976) é um ciclista olímpico barbadense. Representou seu país, Barbados, na prova de velocidade nos Jogos Olímpicos de Verão de 2004.
Filho de Colin Forde.